# Elena María Tuculet Carrau
Elena María Tuculet Carrau (nacida en Tandil, provincia de Buenos Aires) fue una nadadora argentina que entre 1937 y 1941 obtuvo 16 récords argentinos y 14 sudamericanos y fue quíntuple campeona nacional y bicampeona sudamericana.
Destacaba ya a los 7 años de edad y a los 10 fue campeona argentina. Consiguió luego el título sudamericano en estilo espalda y bajo dirección de Juan José Tuculet, su hermano, compitió en representación del Hindú Club de Don Torcuato. Lo hizo primero en estilo crol y luego en espalda, y se destacó en los 100, 200 y 400 metros. Cuando tenía 14 años obtuvo los récords nacionales y sudamericanos en las tres modalidades. Su mejor marca en 400 fue de 6m.10s., lo que la ubicó a 4 segundos del récord mundial de entonces, perteneciente a la neerlandesa Mastenbroek. En 1937 representó a la Argentina en el campeonato sudamericano en Montevideo, donde ganó en 100 y 200 m espalda. En 1938 fue segunda en el sudamericano de Lima.
Fue una precursora del estilo espalda en mujeres y compitió en la época de, entre otras, Jeanette Campbell, Úrsula Frick, Margarita Talamona, Dora Rhodius, Susy Michells, Erica Laub, Leonor Schfartz, Irma Bedatti e Hilda Oerthmann. Junto a la brasileña Maria Lenk fue de las más destacadas de su época en su modalidad.
Se retiró de la natación cuando tenía solo 20 años.